# Eio
Eio o Elo (o Elotana) fue una ciudad de la Cora de Tudmir (en parte de la antigua provincia Cartaginense), cuya ubicación es discutida por diversos autores.
Para algunos se sitúa en la actual Hellín (Albacete); otros la sitúan en Ojós (Murcia), y excavaciones recientes apuntan también al yacimiento del Tolmo de Minateda, en Hellín.
La mayoría de autores la ubican en las cercanías de la actual ciudad de Murcia, en la falda de la sierra de Carrascoy, en la pedanía de Algezares. Azorín sitúa a Elo en la falda del Monte Arabí, en Yecla (Murcia) y la consideraba parte de la Vía Heraclea (prólogo de su novela La Voluntad, 1902).
El nombre de Elo podría ser perfectamente de origen griego, puesto que la palabra "ἐλος" designa una zona pantanosa.
En la ciudad de Eio vivían dos etnias árabes: los mudaríes y los yemeníes. Tenían su despensa de cereales, vid y olivos en el famoso y fértil Campo de Sangonera, plagado de acequias y canales romanos para el riego de sus cultivos, origen de la contienda posterior entre estas dos etnias. Este feroz enfrentamiento dio lugar a que Abderramán II ordenara la destrucción de Eio y la fundación de la ciudad de Murcia, en el centro del valle del Segura, allá por el año 825 de nuestra era. Así se acabaron las intrigas entre mudaríes y yemeníes, desapareciendo la ciudad de Eio, para siempre, y sustituida por la de Murcia.

## Eio (Iyyuh) en la ficción
Existe un libro sobre la fundación de la ciudad de Murcia, Mursiyya - El talismán del yemení (Ficción Histórica, Premio al Libro Murciano del Año 2016) que se desarrolla en gran parte en Iyyuh, describiendo el conflicto entre mudaríes y yemeníes.